# Jochen Pietzsch
Jochen Pietzsch (Halle an der Saale, 1 december 1963) is een voormalig Oost-Duits rodelaar. 
Pietzsch werd samen met Jörg Hoffmann in 1983, 1985 en 1987 wereldkampioen in het dubbel. Pietzsch won samen met Hoffmann de bronzen medaille tijdens de Olympische Winterspelen 1984. In datzelfde seizoen wonnen Pietzsch en Hoffmann het eindklassement van de wereldbeker.
Pietzsch en Hoffmann behaalden hun grootste succes met het winnen van olympisch goud tijdens de Olympische Winterspelen 1988.
Pietzsch en Hoffmann beëindigden hun carrière nadat zij er niet in geslaagd waren zich te plaatsen voor de Olympische Winterspelen 1992.

## Resultaten

### Wereldkampioenschappen
| Jaar | Plaats      | Resultaat           |
| ---- | ----------- | ------------------- |
| 1983 | Lake Placid | dubbel              |
| 1985 | Oberhof     | dubbel              |
| 1987 | Igls        | dubbel              |
| 1989 | Winterberg  | dubbel              |
| 1990 | Calgary     | dubbel · landenteam |

### Olympische Winterspelen rodelen
| Jaar | Plaats   | Resultaat |
| ---- | -------- | --------- |
| 1984 | Sarajevo | dubbel    |
| 1988 | Calgary  | dubbel    |

1964: Josef Feistmantl / Manfred Stengl ·
1968: Klaus-Michael Bonsack / Thomas Köhler ·
1972: Paul Hildgartner / Walter Plaikner & Horst Hörnlein / Reinhard Bredow ·
1976: Hans Rinn / Norbert Hahn ·
1980: Hans Rinn / Norbert Hahn ·
1984: Hans Stanggassinger / Franz Wembacher ·
1988: Jörg Hoffmann / Jochen Pietzsch ·
1992: Stefan Krauße / Jan Behrendt ·
1994: Kurt Brugger / Wilfried Huber ·
1998: Stefan Krauße / Jan Behrendt ·
2002: Patric Leitner / Alexander Resch ·
2006: Andreas Linger / Wolfgang Linger ·
2010: Andreas Linger / Wolfgang Linger ·
2014: Tobias Wendl / Tobias Arlt ·
2018: Tobias Wendl / Tobias Arlt ·
2022: Tobias Wendl / Tobias Arlt